# Arkadiusz Żukiewicz
Arkadiusz Żukiewicz – polski pedagog, dr hab. nauk humanistycznych, profesor uczelni Instytutu Pedagogiki Społecznej i Wsparcia Rodziny Uniwersytetu Pedagogicznego im. Komisji Edukacji Narodowej w Krakowie i Instytutu Nauk Pedagogicznych Wydziału Nauk Społecznych Uniwersytetu Opolskiego.

## Życiorys
27 września 2000 obronił pracę doktorską Determinanty pracy socjalnej ośrodków pomocy społecznej w wielkim mieście, 5 maja 2011 habilitował się na podstawie pracy zatytułowanej Wprowadzenie do ontologii pracy społecznej. Odniesienia do społeczno-pedagogicznej refleksji Heleny Radlińskiej. Pracował w Instytucie Pedagogiki i Psychologii na Wydziale Nauk Społecznych Uniwersytetu Zielonogórskiego.
Był profesorem nadzwyczajnym w Katedrze Pedagogiki Społecznej na Wydziale Nauk o Wychowaniu Uniwersytetu Łódzkiego.
Awansował na stanowisko profesora uczelni w Instytucie Nauk Pedagogicznych na Wydziale Nauk Społecznych Uniwersytetu Opolskiego, oraz w Instytucie Pedagogiki Społecznej i Wsparcia Rodziny Uniwersytetu Pedagogicznego im. Komisji Edukacji Narodowej w Krakowie.